# Libertarismo cristiano
Il libertarismo cristiano è la sintesi delle credenze cristiane relative al libero arbitrio, alla natura umana e ai diritti inalienabili dati da Dio con la filosofia politica libertariana.
Come per altre forme di libertarismo, la legge proibisce solo varie forme di aggressione, furto e frode.

## Definizione
Secondo Andrew Sandlin, un teologo e autore americano, il libertarismo cristiano è l'opinione che agli individui maturi sia concessa la massima libertà sotto la legge di Dio.

## Storia
Le origini del libertarismo cristiano negli Stati Uniti risalgono al liberalismo classico del XVIII secolo e all'anarchismo individualista del XIX secolo. Secondo il teorico anarco-capitalista e paleolibertario austriaco Murray Rothbard, i tre esperimenti anarchici avvenuti durante la colonizzazione europea delle Americhe a metà del XVII secolo, tutti e tre furono iniziati da gruppi protestanti anticonformisti.
Martin Lutero, una delle figure principali della Riforma protestante, viene definito "libertario" nell'introduzione a Lutero e Calvino sull'autorità secolare, pubblicata da Cambridge. Il termine usato qui è qualcosa di completamente diverso dall'ideologia fortemente individualista del libertarismo di destra americano. L'editore del libro, Harro Hopfl, afferma che i motivi libertari, egualitari e comunalisti facevano parte della trama della teologia di Lutero (vedi anche la dottrina dei due regni).
Lo storico cattolico inglese e statista liberale Lord Acton ipotizzava che la libertà politica fosse la condizione essenziale e custode della libertà religiosa. L'Acton Institute, un think tank libertario conservatore cristiano americano, prende il suo nome.
Il libraio, editore e studioso del pensiero liberale classico e libertario italiano Guglielmo Piombini pubblicò nel 1999 sul giornale di orientamento libertario Enclave, legato al Movimento Libertario un testo in cui sosteneva la coincidenza tra il principio di non aggressione di matrice anarco-capitalista e l'insegnamento di Cristo. Nel 2021 ha sviluppato questa tesi nel libro La Croce contro il Leviatano. Perché il Cristianesimo può salvarci dallo Stato Onnipotente.

### Personalità
- Lord Acton (Cattolico romano)
- Justin Amash (Ortodosso)
- Nikolaj Berdjaev (Ortodosso)
- Jacques Ellul (Neo-ortodosso)
- Gary Johnson (Luterano)
- John Locke (Anglicano, unitariano)
- Andrew Napolitano (Cattolico romano)
- Rand Paul (Presbiteriano)
- Ron Paul (Battista)
- Thomas Woods (Cattolico romano)
- Jesus Huerta de Soto (Cattolico romano)